# Ștefan Stănculescu
Stefan Stanculescu (né le 16 septembre 1923 à Bucarest et mort le 4 octobre 2013) était un joueur et entraîneur de football roumain.

## Palmarès
- Finaliste de la Coupe de Roumanie en 1943 avec le Sportul Studențesc